# Захват посольства Израиля в Бангкоке
Захват посольства Израиля в Бангкоке произошёл 28 декабря 1972 года. Это был рейд отряда из четырёх палестинских боевиков, принадлежащих к организации «Черный сентябрь», на здание израильского посольства в Бангкоке, в котором захватчики держали в заложниках шесть сотрудников израильского посольства. После 19 часов переговоров террористы согласились покинуть посольство в обмен на перелет в Египет. Этот рейд был одним из ряда нападений, совершенных против израильских посольств и дипломатов.

## Атака
Нападение началось, когда двое террористов «Чёрного сентября» проникли на вечеринку, проходившую в посольстве. Как только эти двое оказались внутри, двое других перелезли через стену с автоматическим оружием и вместе вчетвером захватили посольство. Они позволили всем тайцам уйти, но оставили в заложниках шестерых израильтян, в том числе Шимона Авимора, посла Израиля в Камбодже, который находился с визитом. Рехавам Амир, посол Израиля, и его жена Авиталь присутствовали на церемонии вступления Вачиралонгкорна в должность наследного принца Таиланда в тронном зале Ананта-Самакхом, поэтому они не были среди заложников и поэтому могли участвовать в переговорах с террористами. Посол Рехавам Амир и премьер-министр Таном Киттикачорн были проинформированы об захвате во время перерыва в середине церемонии.
Захватчики перевели заложников на второй этаж трёхэтажного дома и предъявили свои требования. Боевики потребовали, чтобы 36 заключённых были освобождены из израильских тюрем, в том числе Козо Окамото и выжившие после инцидента с рейсом 571 «Сабены». Они угрожали взорвать посольство, если эти требования не будут выполнены к 8 утра 29 декабря.
Два члена правительства Таиланда, Дави Чулласапья и Чатичай Чунхаван, который тогда был заместителем министра иностранных дел и стал премьер-министром в 1988 году, вместе с послом Египта в Таиланде Мустафой эль-Ассави, вели переговоры об освобождении заложников и вместо этого предложили себя и ряд других тайских официальных лиц в качестве гарантии безопасного проезда террористов в Каир.
После 19 часов переговоров было выработано соглашение, впоследствии получившее название «Бангкокское решение», и никто не пострадал.